# Josh Hose
Joshua Anthony "Josh" Hose, OAM (nascido em 1 de dezembro de 1986) é um atleta paralímpico australiano que compete na modalidade rugby em cadeira de rodas. Conquistou a medalha de ouro nos Jogos Paralímpicos de Verão de 2016 no Rio de Janeiro, após derrotar a equipe norte-americana de rugby em cadeira de rodas por 59 a 58 na final, realizada na Arena Carioca 1. Também foi medalhista de ouro nos Jogos Paralímpicos de Londres 2012 e obteve prata e ouro no mundial da mesma modalidade, em 2010 e 2014.